# پی بادبان
پی بادبان یک ستاره است که در صورت فلکی بادبان قرار دارد.